# 1,2-dikloropropan
1,2-dikloropropan je organoklorid z empirično formulo C3H6Cl2. Je brezbarvna, vnetljiva tekočina z vonjem kloroforma. Diklorpropan se uporablja kot vmesni produkt pri proizvodnji perkloretilena in drugih kloriranih kemikalij. V preteklosti se je dikloropropan uporabljal kot snov za impregniranje in industrijsko topilo v odstranjevalcih barve, lakih ipd. Iz uporabe so ga večinoma umaknili.